# Địa lý Việt Nam
Địa lí Việt Nam là các đặc điểm địa lí của nước Việt Nam, một quốc gia nằm ở bên phía đông bán đảo Đông Dương, gần trung tâm khu vực Đông Nam Á. Tổng diện tích đất liền của Việt Nam là 331.212 km². Biên giới Việt Nam trên đất liền dài 4.639 km, giáp với vịnh Thái Lan ở phía tây nam, vịnh Bắc Bộ và biển Đông ở phía đông, Trung Quốc ở phía bắc, Lào và Campuchia ở phía tây. Hình dáng Việt Nam trên bản đồ có dạng hình chữ S, khoảng cách từ bắc tới nam (theo đường chim bay) là 1.650 km và vị trí hẹp nhất theo chiều đông sang tây nằm ở Đồng Hới (Quảng Bình) với chưa đầy 50 km. Đường bờ biển dài 3.260 km không kể các đảo. Ngoài vùng nội thủy, Việt Nam tuyên bố 12 hải lý lãnh hải, thêm 12 hải lý vùng tiếp giáp lãnh hải, 200 hải lý vùng đặc quyền kinh tế và cuối cùng là thềm lục địa. Vùng biển thuộc chủ quyền, quyền chủ quyền và quyền tài phán của Việt Nam chiếm diện tích khoảng 1.000.000 km² biển Đông.

## Địa hình
Việt Nam là một quốc gia nhiệt đới với địa hình phần lớn là đồi núi (chiếm 3/4 diện tích lãnh thổ), chủ yếu là đồi núi thấp, đồng bằng chỉ chiếm 1/4 diện tích. Tính trên phạm vi cả nước, địa hình đồng bằng và đồi núi thấp (dưới 1.000 m) chiếm tới 85% diện tích. Địa hình núi cao (trên 2.000 m) chỉ chiếm 1% diện tích cả nước. Cấu trúc địa hình khá đa dạng nhờ vận động Tân kiến tạo làm trẻ lại, tạo nên sự phân bậc rõ rệt theo độ cao, thấp dần từ tây bắc xuống đông nam. Đất đai có thể dùng cho nông nghiệp chiếm chưa tới 20%. Đất nước bị chia thành miền núi, vùng đồng bằng sông Hồng ở phía bắc; dãy Trường Sơn, Tây Nguyên, đồng bằng duyên hải miền Trung, và đồng bằng sông Cửu Long ở phía nam.

## Đồng Bằng Ven biển
Những vùng đồng bằng thấp và phẳng ven biển trải dài từ phía nam đồng bằng sông Hồng tới châu thổ sông Cửu Long (Mê Kông). Ở phía đất liền, dãy Trường Sơn mọc dựng đứng trên bờ biển, các mũi của nó ở nhiều chỗ chạy xiên ra biển. Nói chung mảnh đất ven biển khá màu mỡ và được canh tác dày đặc.
Biển Đông là một vùng biển lớn, tương đối kín, thể hiện rõ tính chất nhiệt đới gió mùa Đông Nam Á. Biển Đông rộng gấp nhiều lần phần đất liền và có giá trị to lớn về nhiều mặt. Cần phải có kế hoạch khai thác và bảo vệ biển tốt hơn để góp phần vào sự nghiệp công nghiệp hóa, hiện đại hóa đất nước.

### Đồng bằng Sông Cửu Long

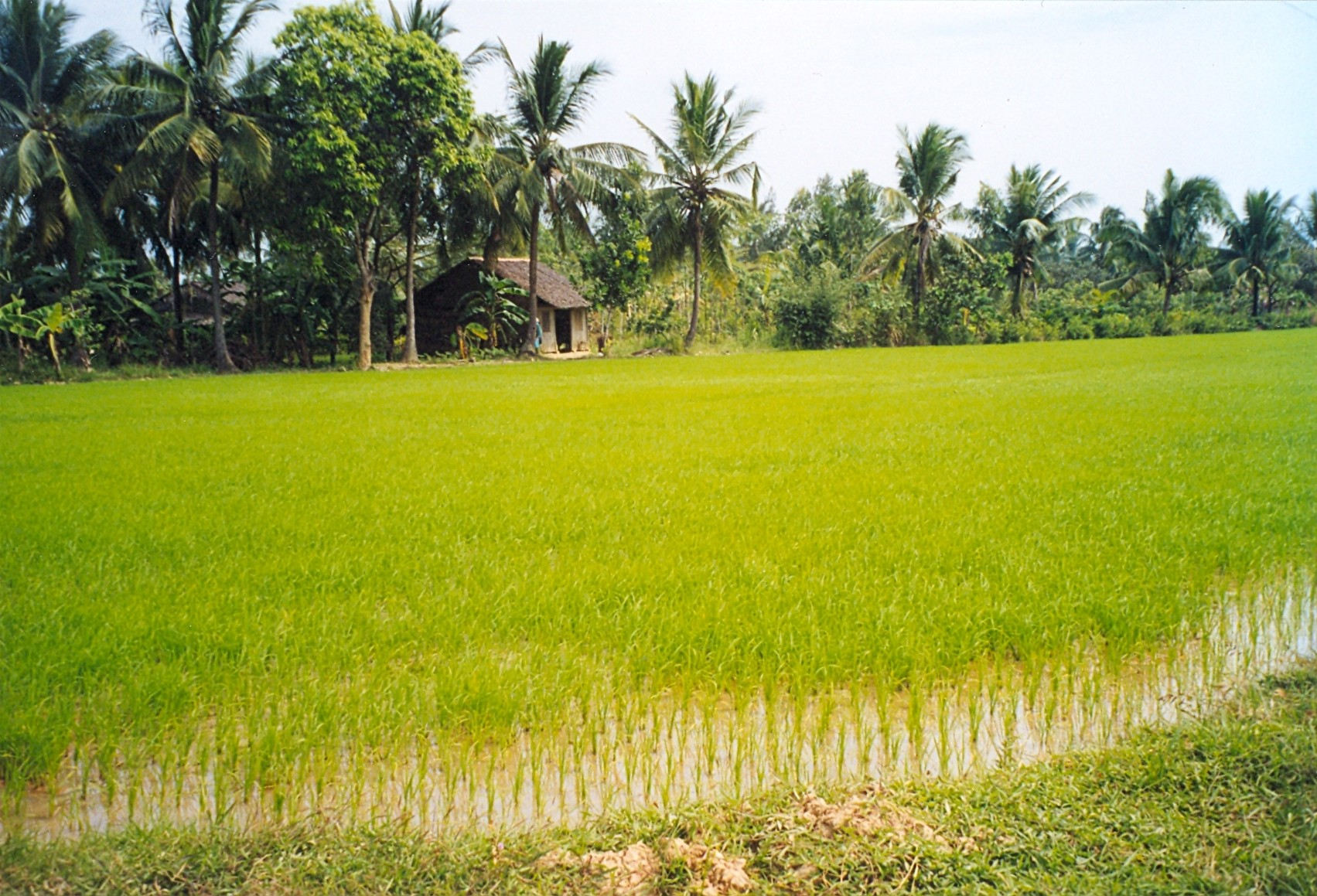
Cánh đồng lúa ở Cái Mơn, Bến Tre

Vùng đồng bằng sông Cửu Long là vùng cực nam của Việt Nam, còn được gọi là Vùng đồng bằng sông Mê Kông, Vùng đồng bằng Nam Bộ, Vùng Tây Nam Bộ, Cửu Long hoặc theo cách gọi của người dân Việt Nam ngắn gọn là Miền Tây, có 1 thành phố trực thuộc Trung ương (Việt Nam) là thành phố Cần Thơ và 12 tỉnh: Long An, Tiền Giang, Bến Tre, Vĩnh Long, Trà Vinh, Hậu Giang, Sóc Trăng, Đồng Tháp, An Giang, Kiên Giang, Bạc Liêu và Cà Mau. Theo số liệu của Tổng cục Thống kê Việt Nam năm 2019, Đồng bằng sông Cửu Long là đồng bằng có tổng diện tích các tỉnh, thành phố trực thuộc Trung ương lớn nhất Việt Nam (40.547,2 km² và có tổng dân số toàn vùng là 17.273.630 người. Đồng bằng sông Cửu Long chỉ chiếm 13% diện tích cả nước nhưng chiếm gần 18% dân số cả nước, tốc độ tăng trưởng kinh tế cao hơn cả nước (năm 2015 tăng 7,8% trong khi cả nước tăng 6,8%). Chỉ riêng lúa đã chiếm 47% diện tích và 56% sản lượng lúa cả nước; xuất khẩu gạo từ toàn vùng chiếm tới 90% sản lượng. Chưa kể thủy sản chiếm 70% diện tích, 40% sản lượng và 60% xuất khẩu cả nước,... Tuy nhiên, Đồng bằng sông Cửu Long đứng về phương diện thu nhập vẫn còn nghèo hơn cả nước: thu nhập bình quân đầu người với mức 40,2 triệu đồng (cả nước là 47,9 triệu đồng/người/năm).

### Đồng bằng Sông Hồng

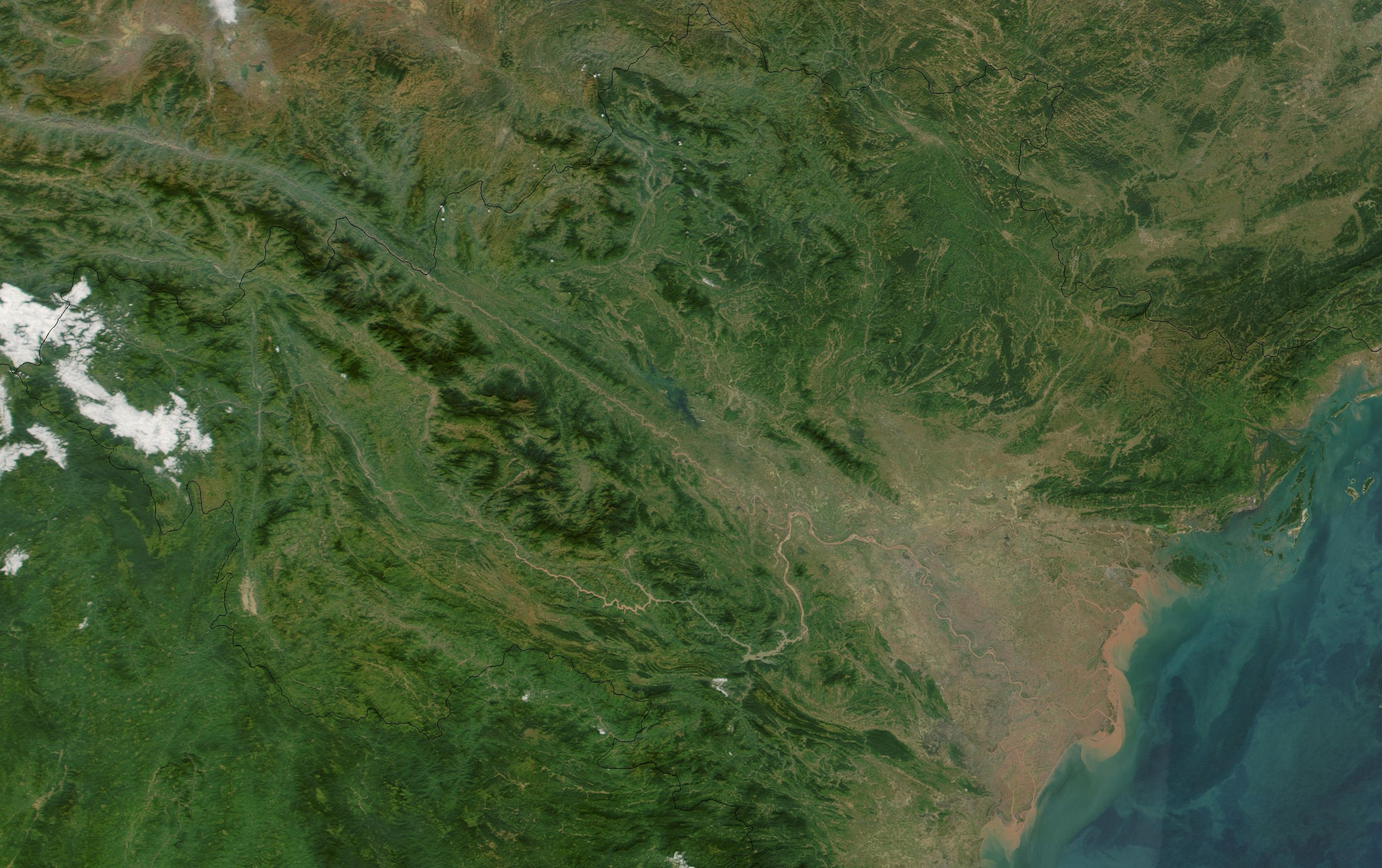
Châu thổ sông Hồng nhìn từ Vệ tinh

Sông Hồng, bắt nguồn từ tỉnh Vân Nam, Trung Quốc, dài khoảng 1.200 km. Hai hợp lưu là sông Lô và sông Đà cùng góp phần vào lưu lượng hàng năm trung bình lên tới 3.000 mét khối mỗi giây. Con số này có thể tăng lên gấp 60 lần vào mùa mưa. Vùng châu thổ dựa lưng vào vùng trung du và thượng du núi non. Cao độ của vùng châu thổ chỉ khoảng hơn ba mét so với mực nước biển, thậm chí đa phần chỉ là một mét hay còn thấp hơn nữa. Vì là đất thấp nên châu thổ hay bị lũ lụt; ở một số nơi mức nước lụt đã từng dâng ngập làng mạc dưới 14 mét nước. Qua nhiều thế kỷ, việc phòng lụt đã trở thành một công việc gắn liền với văn hóa và kinh tế của vùng. Hệ thống đê điều và kênh mương rộng lớn đã được xây dựng để chứa nước sông Hồng và để tưới tiêu cho vùng châu thổ giàu lúa gạo này cùng để tháo nước khi bị lụt. Hệ thống này sau nhiều thế hệ đã góp phần duy trì mật độ dân số cao ở đồng bằng sông Hồng và làm tăng gấp đôi diện tích có thể canh tác lúa nước ở đây.

### Trung du và miền núi
Phía Đông Bắc, Tây Bắc và Tây Việt Nam là vùng miền núi và trung du bao gồm nhiều dãy núi, khối núi, cao nguyên và các đồi. Đây là nơi sinh sống của nhiều nhóm dân tộc thiểu số. Dãy núi lớn ở đây là Hoàng Liên Sơn ở miền Bắc và Trường Sơn ở miền Trung. Nhiều ngọn núi có độ cao trên 2.000 mét, trong đó Fansipan là ngọn cao nhất, lên tới 3.143 mét. Ở vùng Đông Bắc và miền Trung, nhiều dãy núi chạy ra biển, tạo thành những cảnh quan tự nhiên tráng lệ, hùng vĩ.
Đồng bằng sông Hồng có hình tam giác với diện tích 15.000 km vuông, hơi nhỏ hơn nhưng lại đông dân hơn đồng bằng sông Cửu Long. Thời trước nó là một vịnh nhỏ của vịnh Bắc Bộ, dần dần được bồi đắp nhờ khối lượng phù sa lắng đọng khổng lồ của các con sông thuộc hệ thống sông Hồng và hệ thống sông Thái Bình, qua hàng nghìn năm khiến mỗi năm lấn thêm ra biển khoảng một trăm mét. Đây là nơi sinh sống của tổ tiên người Việt. Trước năm 1975, đồng bằng sông Hồng chiếm 70% sản lượng nông nghiệp và 80% sản lượng công nghiệp miền bắc Việt Nam.
Đồng bằng sông Cửu Long, với diện tích 40.000 km², là một đồng bằng thấp. Mọi vị trí trên đồng bằng này không cao hơn 3 mét so với mực nước biển. Đồng bằng bị chia cắt dọc ngang bởi nhiều con kênh và các con sông. Con sông mang nặng phù sa trên mọi nhánh chằng chịt của nó làm cho đồng bằng hàng năm tiến thêm về phía biển 60 đến 80 mét. Các con sông bồi đắp nên đồng bằng này thuộc hệ thống sông Cửu Long và hệ thống sông Đồng Nai. Một nguồn thông tin chính thức của Việt Nam ước tính rằng khối lượng phù sa lắng động hàng năm là khoảng 1 tỷ mét khối, hay gần gấp 13 lần khối lượng phù sa lắng đọng của sông Hồng. Khoảng 10.000 km² đồng bằng hiện được dùng cho canh tác lúa gạo, biến đây trở thành một trong những vùng sản xuất lúa gạo lớn trên thế giới. Mũi phía nam, được gọi là mũi Cà Mau, hay mũi Bãi Bung, là nơi có mật độ rừng rậm cao và các đầm lầy đước.

## Các miền tự nhiên
Lãnh thổ Việt Nam phần trên đất liền gồm ba miền tự nhiên (có những đặc điểm địa hình, động thực vật, khí hậu chung trong miền), đó là: Miền Bắc và Đông Bắc Bắc Bộ; Miền Tây Bắc và Bắc Trung Bộ; Miền Nam Trung Bộ và Nam Bộ.
- Miền Bắc và Đông Bắc Bộ là miền nằm phía Bắc của sông Hồng và tới tận phía Nam của tỉnh Ninh Bình. Miền này lại được chia thành ba khu tự nhiên là khu Việt Bắc, khu Đông Bắc và khu đồng bằng Bắc Bộ.

Đặc điểm cơ bản của vùng này là: có quan hệ mật thiết với lục địa Hoa Nam (Trung Quốc) về mặt địa chất - kiến tạo và chịu ảnh hưởng mạnh nhất của gió mùa Đông Bắc.
Địa hình chủ yếu là đồi núi thấp với độ cao trung bình 600 m. Hướng vòng cung của các dãy núi và các thung lũng sông là nét nổi bật trong cấu trúc sơn văn của miền. Địa hình karst khá phổ biến. Hướng nghiêng chung là tây bắc - đông nam với các bề mặt địa hình thấp dần ra biển và sự hợp lưu của các dòng sông lớn khiến cho đồng bằng mở rộng.
Địa hình bờ biển đa dạng: nơi thấp phẳng, nơi nhiều vịnh, đảo, quần đảo. Vùng biển nông, tuy nhiên vẫn có vịnh nước sâu thuận lợi cho phát triển kinh tế biển.
Tài nguyên khoáng sản: giàu than, sắt, thiếc, wolfram, chì, bạc, kẽm, vật liệu xây dựng,... Vùng thềm lục địa Bắc Bộ có bể dầu khí sông Hồng.
Sự xâm nhập mạnh của gió mùa Đông Bắc tạo nên một mùa đông lạnh. Đặc điểm này được thể hiện ở sự hạ thấp đai cao cận nhiệt đới (có nhiều loài cây phương Bắc) và sự thay đổi cảnh quan thiên nhiên theo mùa.
Sự bất thường của nhịp điệu mùa khí hậu, của dòng chảy sông ngòi và tính bất ổn cao của thời tiết là những trở ngại lớn của vùng.
- Miền Tây Bắc và Bắc Trung Bộ là phần phía Nam của sông Hồng tới phía Bắc dãy núi Bạch Mã. Miền này cũng chia làm ba khu, gồm khu Hoàng Liên Sơn, khu Tây Bắc và khu Hòa Bình - vùng Bắc Trung Bộ.
- Miền Nam Trung Bộ và Nam Bộ có giới hạn từ dãy núi Bạch Mã trở vào Nam. Miền này có cấu trúc địa chất - địa hình khá phức tạp, gồm các khối núi cổ, các sơn nguyên bóc mòn và các cao nguyên bazan, đồng bằng châu thổ rộng lớn ở Nam Bộ và đồng bằng nhỏ hẹp ven biển Nam Trung Bộ.

## Các vùng miền
Việt Nam được chia thành 3 miền và 8 vùng:
| - Bắc Bộ: - Tây Bắc Bộ - Đông Bắc Bộ - Đồng bằng sông Hồng đôi khi 2 vùng Tây Bắc và Đông Bắc được gộp chung thành Trung du và miền núi phía Bắc | - Trung Bộ: - Bắc Trung Bộ - Duyên hải Nam Trung Bộ - Tây Nguyên | - Nam Bộ: - Đông Nam Bộ - Đồng bằng sông Cửu Long |

## Khí hậu

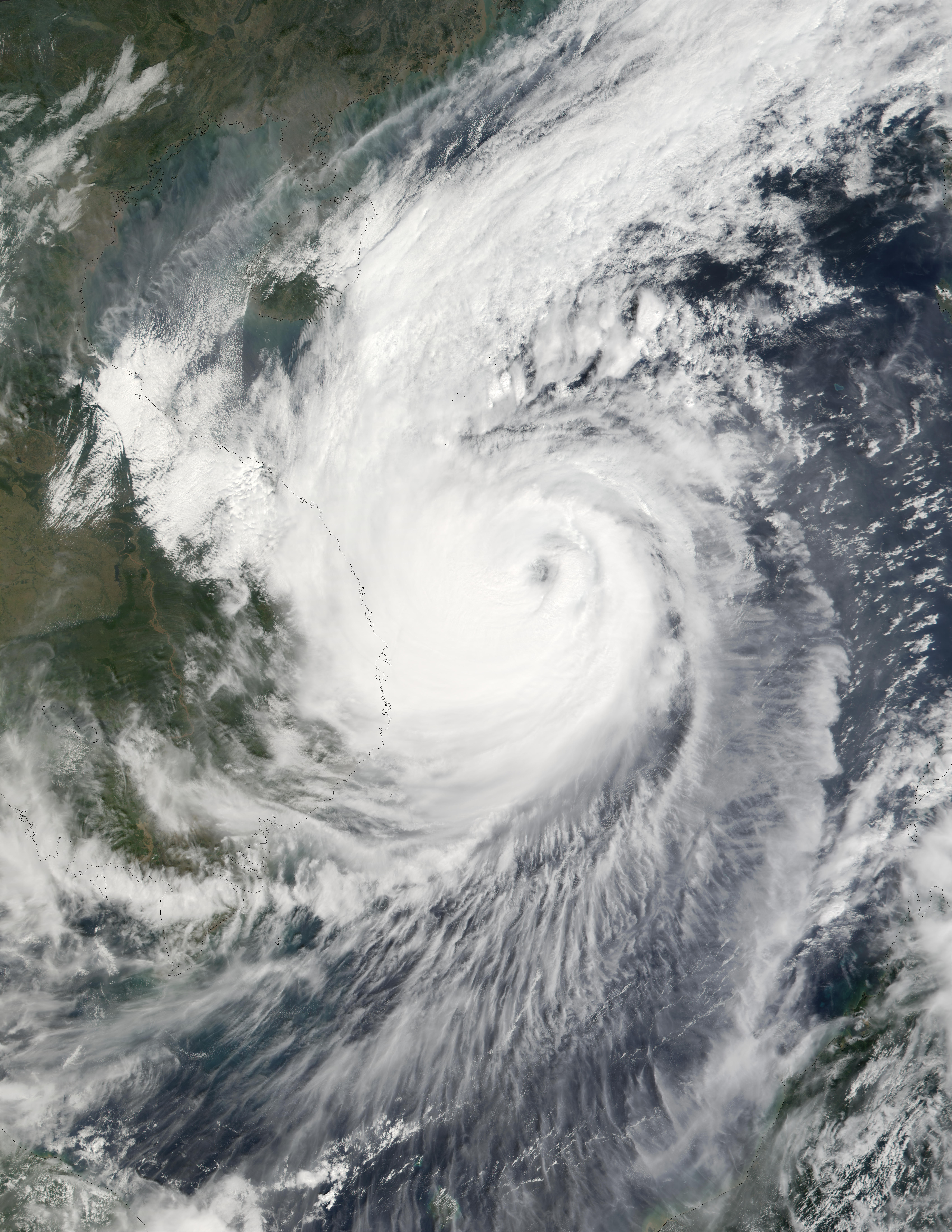
Bão Lingling bên ngoài bờ biển Việt Nam năm 2001

Dọc theo lãnh thổ trải dài khí hậu Việt Nam phân bố thành 3 vùng: miền bắc có khí hậu cận nhiệt đới ẩm, miền trung mang đặc điểm khí hậu nhiệt đới gió mùa, trong khi miền nam nằm trong vùng nhiệt đới xavan. Khí hậu Việt Nam có độ ẩm tương đối trung bình 84-100% cả năm. Tuy nhiên, vì có sự khác biệt về vĩ độ và sự khác biệt địa hình nên khí hậu có khuynh hướng khác biệt nhau khá rõ nét theo từng vùng. Trong mùa đông hay mùa khô, khoảng từ tháng 11 đến tháng 4 năm sau, gió mùa thường thổi từ phía đông bắc dọc theo bờ biển Trung Quốc, qua vịnh Bắc Bộ, luôn theo các thung lũng sông giữa các cánh cung núi ở Đông Bắc mang theo nhiều hơi ẩm; vì vậy ở đa số các vùng việc phân biệt mùa đông là mùa khô chỉ là khi đem nó so sánh với mùa mưa hay mùa hè. Trong thời gian gió mùa tây nam mùa hè, xảy ra từ tháng 5 đến tháng 10, không khí nóng từ sa mạc Gobi phát triển xa về phía bắc, khiến không khí ẩm từ biển tràn vào trong đất liền gây nên mưa nhiều.
Lượng mưa hàng năm ở mọi vùng đều lớn dao động từ 120 đến 300 cm và ở một số nơi có thể gây nên lũ. Gần 90% lượng mưa đổ xuống vào mùa hè. Nhiệt độ trung bình hàng năm ở đồng bằng nói chung hơi cao hơn so với vùng núi và cao nguyên. Dao động nhiệt độ từ mức thấp nhất là 5°C từ tháng 12 đến tháng 1, tháng lạnh nhất, cho tới hơn 37 °C vào tháng 7, tháng nóng nhất. Sự phân chia mùa ở nửa phía bắc rõ rệt hơn nửa phía nam, nơi mà chỉ ngoại trừ vùng cao nguyên, nhiệt độ mùa chỉ chênh lệch vài độ, thường trong khoảng 21-28 °C.

## Diện tích và biên giới

### Các số liệu chính
Diện tích: 331.690 km²
- Đất liền: khoảng 331.344 km2
- Nội thủy: hơn  4.500 km2

Chiều dài đường biên giới trên đất liền: 4.639 km
- Biên giới với các nước: Trung Quốc (1.449,566 km), Lào (2.067 km), Campuchia (1.137 km)

Đường bờ biển: 3.260 km (không tính các đảo)
Vùng biển thuộc quyền chủ quyền và quyền tài phán:
- Lãnh hải: 12 hải lý (22,2 km) từ đường cơ sở
- Vùng tiếp giáp lãnh hải: 12 hải lý (22,2 km) từ lãnh hải
- Vùng đặc quyền kinh tế: 200 hải lý (370,4 km) từ đường cơ sở
- Thềm lục địa

Độ cao:
- Điểm thấp nhất: mặt biển Đông (0 m)
- Điểm cao nhất: đỉnh Fansipan (3.143 m)

Biên giới với Lào, được quy định dựa trên cơ sở dân tộc, giữa những vị vua cai trị Việt Nam và Lào vào giữa thế kỷ XVII, đã được định nghĩa chính thức bằng một hiệp ước phân định ranh giới ký kết năm 1977 và được phê chuẩn năm 1986. Biên giới với Campuchia, được xác định từ thời người Pháp sáp nhập vùng phía tây đồng bằng sông Cửu Long năm 1867, hiện hầu như vẫn không thay đổi nhiều. Theo Việt Nam, một số vấn đề biên giới còn tồn tại cuối cùng đã được giải quyết vào giai đoạn 1982-1985. Biên giới trên đất liền và trên biển với Trung Quốc, được phác ra theo những hiệp ước Pháp-Thanh năm 1887 và 1895, là "đường biên giới" mà Việt Nam và Cộng hòa Nhân dân Trung Hoa đã đồng ý tôn trọng vào năm 1957-1958. Tuy nhiên, tháng 2 năm 1979, tiếp sau cuộc chiến tranh biên giới Việt-Trung, 1979, Việt Nam đã tuyên bố rằng từ năm 1957 trở về sau Trung Quốc đã gây ra nhiều vụ xung đột ở biên giới như một phần trong chính sách chống Việt Nam của họ và ý định thực hiện chủ nghĩa bành trướng ở Đông Nam Á. Trong số những sự vi phạm lãnh thổ được nêu ra có việc Trung Quốc chiếm một phần quần đảo Hoàng Sa vào năm 1956 và chiếm toàn bộ quần đảo vào ngày 19 tháng 1 năm 1974. Hiện Trung Hoa Dân Quốc (Đài Loan), Cộng hòa Nhân dân Trung Hoa và Việt Nam đều tuyên bố chủ quyền đối với quần đảo này và hiện vấn đề vẫn chưa được giải quyết.
Tại quần đảo Trường Sa, ngoài Việt Nam thì còn 5 bên tuyên bố chủ quyền là Trung Hoa Dân Quốc (Đài Loan), Cộng hòa Nhân dân Trung Hoa, Philippines, Malaysia và Brunei.

### Các điểm cực

#### Điểm cực bắc
Điểm cực bắc trên đất liền của Việt Nam nằm ở xã Lũng Cú, huyện Đồng Văn, tỉnh Hà Giang tại tọa độ 23°23′33″B 105°19′24″Đ / 23,392505912°B 105,32324°Đ (23°23′33″B 105°19′23,7″Đ / 23,3925°B 105,31667°Đ).

#### Điểm cực nam
Điểm cực nam trên đất liền của Việt Nam nằm ở xã Đất Mũi, huyện Ngọc Hiển, tỉnh Cà Mau tại tọa độ 8°33′45″B 104°49′53″Đ / 8,5624409°B 104,8312831°Đ (8°33′44,8″B 104°49′52,6″Đ / 8,55°B 104,81667°Đ).
Điểm cực nam trên biển của Việt Nam nằm ở Hòn Đá Lẻ,  quần đảo Hòn Khoai, tỉnh Cà Mau (điểm A2 của Đường cơ sở Việt Nam) tại tọa độ 8°22′51″B 104°52′43″Đ / 8,380852°B 104,878725°Đ (8°22′51,1″B 104°52′43,4″Đ / 8,36667°B 104,86667°Đ).

#### Điểm cực tây
Điểm cực tây trên đất liền của Việt Nam nằm ở A Pa Chải - Tá Miếu, xã Sín Thầu, huyện Mường Nhé, tỉnh Điện Biên (ngã ba biên giới Việt - Trung - Lào) tại tọa độ 22°24′03″B 102°08′38″Đ / 22,400734°B 102,14394°Đ (22°24′2,6″B 102°08′38,2″Đ / 22,4°B 102,13333°Đ).

#### Điểm cực đông
Điểm cực đông trên đất liền của Việt Nam nằm ở mũi Đôi trên bán đảo Hòn Gốm, xã Vạn Thạnh, huyện Vạn Ninh, tỉnh Khánh Hòa tại tọa độ 12°38′54″B 109°27′42″Đ / 12,6483756°B 109,4616339°Đ (12°38′54,2″B 109°27′41,9″Đ / 12,63333°B 109,45°Đ) (không nên nhầm với mũi Điện ở Phú Yên).
Nếu tính cả quần đảo Trường Sa thì điểm cực đông của Việt Nam (hiện đang kiểm soát) nằm tại Hải đăng Tiên Nữ trên đá Tiên Nữ thuộc quần đảo này tại tọa độ 8°52′16″B 114°40′51″Đ / 8,871139°B 114,680778°Đ (8°52′16,1″B 114°40′50,8″Đ / 8,86667°B 114,66667°Đ).

## Tài nguyên và sử dụng đất
Tài nguyên thiên nhiênphosphat, than đá, mangan, bô xít, crom, ngoài biển: khoáng sản dầu mỏ và khí tự nhiên, rừng, thủy năng (thủy điện).
Sử dụng đất
- Đất canh tác: 17%
- Mùa màng cố định: 4%
- Đồng cỏ cố định: 1%
- Rừng và vùng rừng: 30%
- Khác: 48% (ước tính năm 1993)

Đất được tưới tiêu18.600 km² (ước tính năm 1993)

## Những vấn đề môi trường
Thiên tai
- Bão nhiệt đới xuất hiện tập trung vào các tháng mùa mưa từ tháng 5 đến 11, xảy ra chủ yếu ở miền Bắc và miền Trung với lũ lụt trên diện rộng. Do ở Bắc Bán cầu, nên bão và áp thấp nhiệt đới vào Việt Nam xoáy ngược chiều kim đồng hồ.

Môi trường
- Khai thác gỗ và đốt rừng làm rẫy góp phần vào sự phá rừng và xói mòn đất; ô nhiễm nước và đánh bắt cá quá mức đe dọa cuộc sống sinh vật biển; ô nhiễm nước ngầm làm giảm nguồn cung nước sạch; tăng công nghiệp hóa đô thị và di cư làm suy giảm nhanh chóng môi trường ở Hà Nội và Thành phố Hồ Chí Minh.
- Việt Nam là thành viên của: Công ước về Đa dạng sinh học, Công ước chung của Liên Hợp Quốc về thay đổi khí hậu, Công ước Chống sa mạc hóa, Công ước quốc tế về buôn bán các loài động vật, thực vật hoang dã có nguy cơ tuyệt chủng, Công ước Basel về kiểm soát vận chuyển qua biên giới các phế thải nguy hiểm và việc tiêu hủy chúng, Công ước Liên Hợp Quốc về Luật biển, Công ước Viên về bảo vệ tầng ozon, Công ước Quốc tế về Phòng chống ô nhiễm từ tàu biển (MARPOL 73/78), Công ước Ramsar về đất ngập nước.
- Việt Nam đã ký nhưng chưa phê chuẩn: Nghị định thư Kyōto về biến đổi khí hậu, Hiệp ước không phổ biến vũ khí hạt nhân.

Báo cáo hiện trạng môi trường quốc gia Việt Nam được thực hiện định kỳ 5 năm một lần, báo cáo gần đây nhất là năm 2010. Giữa các năm đó là những báo cáo môi trường chuyên đề. Theo đó, các vấn đề môi trường nổi cộm là ô nhiễm chất hữu cơ trong nước mặt của các lưu vực sông có nhiều khu công nghiệp và đô thị đông đúc, hàm lượng chất hữu cơ và coliform chảy qua các khu vực này cao hơn tiêu chuẩn hiện hành của Việt Nam 2-3 lần; Ô nhiễm nông nghiệp do sử dụng phân bón và thuốc bảo vệ thực vật quá mức; Đa dạng sinh học suy giảm nghiêm trọng, 80% rạn san hô nằm trong tình trạng xấu, diện tích thảm cỏ biển suy giảm 40-60% so với thời kỳ trước năm 1990. Các vấn đề về an ninh môi trường của Việt Nam chưa được đánh giá như an ninh nguồn nước, ô nhiễm xuyên biên giới chưa được kiểm soát, các loài ngoại lai xâm lấn và các loài biến đổi gen xâm lấn.

## Đường cơ sở biển của Việt Nam
Đường cơ sở của Việt Nam gồm có 11 đoạn, bắt đầu từ vùng nước lịch sử Việt Nam-Campuchia, đi qua quần đảo Thổ Chu, Hòn Khoai, Côn Đảo, Đảo Phú Quý, mũi Đôi, mũi Đại Lãnh, hòn Ông Căn, đảo Lý Sơn, đảo Cồn Cỏ.